# Parc national Archipiélago de Juan Fernández
Le parc national Archipiélago de Juan Fernández (espagnol : Parque Nacional Archipiélago de Juan Fernández) est un parc national chilien, situé dans la région de Valparaíso, dans l'archipel éponyme sur les îles Esporádicas. Créé en 1935, il est administré par la Corporación Nacional Forestal (CONAF). Le parc a été reconnu comme réserve de biosphère par l'UNESCO en 1977.